# Beočić
Beočić (izvirno srbsko Беочић) je naselje v Srbiji, ki upravno spada pod Občino Rekovac; slednja pa je del Pomoravskega upravnega okraja.

## Demografija
V naselju, katerega izvirno (srbsko-cirilično) ime je Беочић, živi 389 polnoletnih prebivalcev, pri čemer je njihova povprečna starost 46,0 let (44,4 pri moških in 47,5 pri ženskah). Naselje ima 160 gospodinjstev, pri čemer je povprečno število članov na gospodinjstvo 2,92.
To naselje je, glede na rezultate popisa iz leta 2002, večinoma srbsko, a v času zadnjih treh popisov je opazno zmanjšanje števila prebivalcev.
|  |

| Demografija | Demografija     | Demografija     |
| Leto        | Št. prebivalcev | Št. prebivalcev |
| ----------- | --------------- | --------------- |
|             |                 |                 |
|             |                 |                 |
|             |                 |                 |
|             |                 |                 |
| 1948        | 1023            |                 |
| 1953        | 1014            |                 |
| 1961        | 979             |                 |
| 1971        | 895             |                 |
| 1981        | 733             |                 |
| 1991        | 625             | 544             |
| 2002        | 572             | 467             |
|             |                 |                 |

| Etnična sestava po popisu iz leta 2002 | Etnična sestava po popisu iz leta 2002 | Etnična sestava po popisu iz leta 2002 | Etnična sestava po popisu iz leta 2002 | Etnična sestava po popisu iz leta 2002 |
| -------------------------------------- | -------------------------------------- | -------------------------------------- | -------------------------------------- | -------------------------------------- |
| Srbi                                   | Srbi                                   |                                        | 466                                    | 99,78%                                 |
| Črnogorci                              | Črnogorci                              |                                        | 1                                      | 0,21%                                  |
| Neznano                                | Neznano                                |                                        | 0                                      | 0,0%                                   |